# Ștei-Arieșeni
Ștei-Arieșeni falu Romániában, Fehér megyében.

## Fekvése
Lepus közelében fekvő település.

## Története
Ştei-Arieşeni korábban Lepus része volt. 1956 körül vált külön településsé, ekkor 125 lakosa volt.
1966-ban 131, 1977-ben 108, 1992-ben 91, 2002-ben pedig 97 román lakosa volt.